# Driedaagse Brugge-De Panne 2020
La Driedaagse Brugge-De Panne 2020 (it. Tre giorni di Bruges-De Panne), quarantaquattresima edizione della corsa e valida come ventunesima ed ultima prova dell'UCI World Tour 2020 categoria 1.UWT, si svolse il 21 ottobre 2020 (inizialmente previsto per il 25 marzo, poi posticipato per la pandemia di COVID-19) su un percorso di 188,6 km, con partenza da Bruges e arrivo a De Panne, in Belgio. La vittoria fu appannaggio del belga Yves Lampaert, il quale completò il percorso in 3h57'12", alla media di 47,707 km/h, precedendo i connazionali Tim Declercq e Tim Merlier.
Sul traguardo di De Panne 49 ciclisti, su 159 partiti da Bruges, portarono a termine la competizione.

## Squadre e corridori partecipanti
| N.      | Cod. | Squadra                |
| ------- | ---- | ---------------------- |
| 1-7     | TJV  | Team Jumbo-Visma       |
| 11-17   | DQT  | Deceuninck-Quick Step  |
| 21-27   | AST  | Astana Pro Team        |
| 31-37   | TBM  | Bahrain-McLaren        |
| 41-47   | BOH  | Bora-Hansgrohe         |
| 51-57   | CCC  | CCC Team               |
| 61-67   | EF1  | EF Pro Cycling         |
| 71-77   | ISN  | Israel Start-Up Nation |
| 81-87   | MOV  | Movistar Team          |
| 91-97   | LTS  | Lotto Soudal           |
| 101-107 | NTT  | NTT Pro Cycling Team   |
| 111-117 | TFS  | Trek-Segafredo         |

| N.      | Cod. | Squadra                      |
| ------- | ---- | ---------------------------- |
| 121-127 | UAD  | UAE Team Emirates            |
| 131-137 | GFC  | Groupama-FDJ                 |
| 141-147 | IGD  | Ineos Grenadiers             |
| 151-157 | COF  | Cofidis, Solutions Crédits   |
| 161-167 | CWG  | Circus-Wanty Gobert          |
| 171-177 | SVB  | Sport Vlaanderen-Baloise     |
| 181-187 | AFC  | Alpecin-Fenix                |
| 191-197 | BVC  | B&B Hotels-Vital Concept     |
| 201-207 | TDE  | Total Direct Énergie         |
| 211-217 | PCB  | Team Arkéa-Samsic            |
| 221-227 | WVA  | Bingoal-Wallonie Bruxelles   |
| 231-237 | RIW  | Riwal Securitas Cycling Team |

## Ordine d'arrivo (Top 10)
| Pos. | Corridore          | Squadra    | Tempo    |
| ---- | ------------------ | ---------- | -------- |
| 1    | Yves Lampaert      | Deceuninck | 3h57'12" |
| 2    | Tim Declercq       | Deceuninck | a 21"    |
| 3    | Tim Merlier        | Alpecin    | a 22"    |
| 4    | John Degenkolb     | Lotto      | s.t.     |
| 5    | Jempy Drucker      | Bora       | s.t.     |
| 6    | Matteo Trentin     | CCC        | s.t.     |
| 7    | Bert Van Lerberghe | Deceuninck | s.t.     |
| 8    | Stefan Küng        | Groupama   | s.t.     |
| 9    | Kasper Asgreen     | Deceuninck | s.t.     |
| 10   | Jonas Rickaert     | Alpecin    | s.t.     |